# Victory (Modern Talking)
America è l'undicesimo album in studio del gruppo musicale tedesco Modern Talking, pubblicato nel marzo 2002.

## Tracce
1. Ready for the Victory – 3:31
2. I'm Gonna Be Strong – 3:30
3. Don't Make Me Blue – 3:52
4. Juliet – 3:37
5. Higher Than Heaven – 3:33
6. You're Not Lisa – 3:05
7. When the Sky Rained Fire – 3:41
8. Summer in December – 3:36
9. 10 Seconds to Countdown – 3:20
10. Love to Love You – 3:29
11. Blue Eyes Coloured Girl – 4:13
12. We are the Children of the World – 3:16
13. Mrs. Robota – 3:27
14. If I... – 4:50
15. Who Will Love You Like I Do – 4:01